# طلای ساتر
طلای ساتر (انگلیسی: Sutter's Gold) یک فیلم وسترن آمریکایی است که در سال ۱۹۳۶ منتشر شد. فیلم‌نامهٔ این فیلم که بر پایهٔ رمانی از بلز ساندرار نگاشته شده، روایتی افسانه‌ای از وقایعی است که پس از کشف طلا در املاک جان ساتر به وقوع پیوست و سبب پیدایش تب طلا در کالیفرنیا شد.

## بازیگران
- ادوارد آرنولد در نقش جان ساتر
- هری کری در نقش کیت کارسون
- لی تریسی
- بینی بارنز
- کاترین الکساندر
- مونتاگو لاو
- آدیسون ریچاردز
- جان میلجان
- ویلیام جنی
- نان گری
- رابرت وارویک
- مورگان والاس
- میچل لوئیس
- جرج اروینگ
- هری کوردینگ
- آلن وینسنت
- والیس کلارک
- تاینی سندفورد
- پل وایگل